# Honey (2003)
Honey is een Amerikaanse speelfilm uit 2003 van Universal Pictures. De acteurs in de film zijn Jessica Alba, Mekhi Phifer, Lil' Romeo, Joy Bryant, Missy Elliott en David Moscow. Een aantal hiphop- en R&B-artiesten komen in de film voor zoals Jadakiss, Tweet, Ginuwine en Rodney Jerkins.

## Verhaal
Honey Daniels, een ambitieuze jonge vrouw uit de Bronx in New York, droomt ervan een succesvolle danseres te worden en gaat er helemaal voor. Ze geeft hiphoples voor kinderen in het buurtcentrum van haar moeder, werkt in een muziekwinkel en ’s avonds werkt ze als barmeid in een trendy danstent waar ze zich na diensttijd helemaal kan uitleven.
Als Honey als back-up danseres mag dienen in de nieuwe videoclip van Jadakiss & Sheek, komt haar grote droom uit. Al snel is ze aan de slag als choreografe.
Het geld stroomt binnen, iedereen is enthousiast, Honey is gelukkig. Maar hoelang kan ze dit leven volhouden?

## Rolverdeling
- Jessica Alba - Honey Daniels
- Mekhi Phifer - Chaz
- Lil' Romeo -  Benny
- Joy Bryant - Gina
- David Moscow - Michael Ellis
- Lonette McKee - Mrs. Daniels
- Zachary Isaiah Williams - Raymond
- Laurie Ann Gibson - Katrina

## Soundtrack
1. It's A Party - Tamia
2. I'm Good - Blaque
3. J-A-D-A - Jadakiss and Sheek Louch
4. I Believe - Yolanda Adams
5. React - Erick Sermon & Redman
6. Ooh Wee - Mark Ronson featuring Ghostface Killah en Saigon
7. Hurt Sumthin - Missy Elliott
8. Thugman - Tweet
9. Closer - Goapele
10. Now Ride - Fabolous
11. Gime the Light - Sean Paul
12. Think Of You - Amerie
13. Leave Her Alone - Nate Dogg featuring Rocafella Crew
14. Hypnotic - Tweet
15. Rule - Nas